# Caroline Ebner
Caroline Ebner (* 24. Mai 1970 in Gräfelfing bei München) ist eine deutsche Schauspielerin, Kabarettistin und Synchronsprecherin.

## Leben
Schon früh kam Caroline Ebner an den Münchner Kammerspielen mit der Welt des Theaters in Berührung. Ihre Mutter, Käthe Ebner, war Dozentin für Sprecherziehung an der Otto-Falckenberg-Schule. Ihre Schauspielausbildung absolvierte sie von 1990 bis 1993 an der Folkwang-Hochschule in Essen. Bereits 1992 war sie als Gast in der Rolle der Anna in Maxim Gorkis Nachtasyl am Theater Bremen zu sehen.
Ihr erstes Engagement führte Caroline Ebner 1993 ans Düsseldorfer Schauspielhaus, wo sie unter der Regie von Karin Beier in William Shakespeares Romeo und Julia erste Erfolge feierte. Für ihre Darstellung der Julia wurde sie 1994 mit dem Alfred-Kerr-Preis ausgezeichnet und von der Zeitschrift Theater heute zur Nachwuchsschauspielerin des Jahres gewählt. Während ihrer Zeit am Düsseldorfer Schauspielhaus erhielt sie zudem den Förderpreis der Stadt Düsseldorf sowie des Landes Nordrhein-Westfalen in der Sparte Schauspiel. Von 1996 bis 2000 war Caroline Ebner Ensemblemitglied am Deutschen Schauspielhaus in Hamburg, wo sie, ebenfalls in Inszenierungen Karin Beiers, die Viola in Shakespeares Was ihr wollt und die Yvonne in Yvonne, die Burgunderprinzessin spielte. 1998 wurde sie für ihre darstellerische Leistung mit dem Boy-Gobert-Preis bedacht.
Nach einem Gastspiel am Schauspiel Hannover wechselte sie 2001 mit Beginn der Intendanz Frank Baumbauer nach München und gehört seitdem dem Ensemble der Münchner Kammerspiele an. In Ulrich Wallers Theaterabend Anne Frank – Das Porträt einer Dichterin als junges Mädchen zeichnete Caroline Ebner an den Hamburger Kammerspielen – in einer Koproduktion mit dem Schauspiel Hannover – ein einfühlsames Porträt des Mädchencharakters. An den Münchner Kammerspielen war sie unter anderem in der Rolle der Titelfigur in Gotthold Ephraim Lessings Miss Sara Sampson zu sehen. Neben klassischen und modernen Stücken wirkte sie außerdem bei mehreren Liederabenden Franz Wittenbrinks (Die Welt wird schöner mit jedem Tag, Metamorphosen, Männer und Denn alle Lust will Ewigkeit) mit.
Für ihre Rolle als Lisbeth in Didi Danquarts Kinofilm Viehjud Levi war Caroline Ebner 1999 als Beste Hauptdarstellerin für den Deutschen Filmpreis nominiert.
Von Herbst 2015 bis 2018 trat sie zusammen mit Norbert Bürger, Sebastian Rüger und Frank Smilgies (Ulan & Bator) im Ensemble der Münchner Lach- und Schießgesellschaft auf.
Caroline Ebner lebt in München.

## Theater (Auswahl)
Düsseldorfer Schauspielhaus:
- Romeo und Julia von William Shakespeare – Regie: Karin Beier

Deutsches Schauspielhaus Hamburg:
- Yvonne, die Burgunderprinzessin von Witold Gombrowicz – Regie: Karin Beier
- Was ihr wollt von William Shakespeare – Regie: Karin Beier

Münchner Kammerspiele:
- Daphne von Andechs von Herbert Achternbusch – Regie: Herbert Achternbusch
- Der Marquis von Keith von Frank Wedekind – Regie: Peter Kastenmüller
- Miss Sara Sampson von Gotthold Ephraim Lessing – Regie: Stephan Rottkamp
- Antigone von Sophokles – Regie: Lars-Ole Walburg
- Radio Noir von Albert Ostermaier – Regie: Monika Gintersdorfer
- Monsun von Anja Hilling – Regie: Roger Vontobel
- Die Familie Schroffenstein von Heinrich von Kleist – Regie: Roger Vontobel
- Ödipus auf Kolonos von Sophokles – Regie: Jossi Wieler
- Mamma Medea von Tom Lanoye – Regie: Stephan Kimmig
- Räume räumen von PeterLicht – Regie: PeterLicht, S.E. Struck
- Sicherheitskonferenz von Rimini Protokoll – Regie: Stefan Kaegi
- Sommergäste / Nachtasyl von Maxim Gorki – Regie: Karin Henkel

## Filmografie (Auswahl)
- 1995: Kommt Mausi raus?! (Fernsehfilm)
- 1998: Samstag – Sonntag – Montag (Fernsehfilm) – Regie: David Mouchtar-Samorai
- 1998: Gegen Ende der Nacht (Fernsehfilm)
- 1999: Viehjud Levi – Regie: Didi Danquart
- 1999: Stahlnetz – Der Spanner
- 2004: München 7 – Auf und davon
- 2008: Able Danger – Regie: Dave Herman
- 2008: Die Schattenboxer (Kurzfilm) – Regie: Petr Novak
- 2010: Die Hebamme – Auf Leben und Tod (Fernsehfilm)
- 2010: In aller Stille (Fernsehfilm)
- 2010: Blond bringt nix (Fernsehfilm) – Regie: Isabel Kleefeld
- 2011: Blaubeerblau (Fernsehfilm)
- 2011–2012: Heiter bis tödlich: Fuchs und Gans (Fernsehserie)
- 2012: Herzversagen (Fernsehfilm)
- 2013: Hattinger und die kalte Hand – Ein Chiemseekrimi (Fernsehfilm)
- 2014: Tatort – Eine Frage des Gewissens
- 2014: Tatort – Das verkaufte Lächeln
- 2014: Tatort – Auf ewig Dein
- 2014–2025: Frühling (Fernsehserie, 35 Folgen)
- 2017: Das Verschwinden
- 2017: Falsche Siebziger
- 2018: Hubert und Staller – Über sieben Brücken
- 2018: Wir sind doch Schwestern
- 2020: Der Lissabon-Krimi: Zum Schweigen verurteilt
- 2022: München Mord: Dolce Vita (Fernsehreihe)

## Sprechrollen (Auswahl)
Mami Koyama
- 2016: Sailor Moon Crystal als Queen Serenity
- 2021: Sailor Moon Eternal als Queen Serenity

### Filme
- 2013: Ruth Wilson in No Turning Back als Katrina
- 2015:  Agnieszka Grochowska in Kind 44 als Nina Andreyeva
- 2015: Jennifer Jason Leigh in Anomalisa als Lisa Hesselman
- 2016: Samantha Morton in Phantastische Tierwesen und wo sie zu finden sind als Mary Lou
- 2016: Allison King in Midnight Special als Hannah

### Serien
- 2014: Sharon Landry in True Detective als Linda (Folge 1x03)
- 2015: Nada Despotovich in Olive Kitteridge als Schwester Cindy (Folge 4, Mini-Serie)
- 2015–2018: Alisen Down in 12 Monkeys als auffallende Frau
- 2017–2018: Sara Tomko in Once Upon a Time – Es war einmal … als Tiger Lily
- 2020: Aidee Walker als Kate Ryder in One Lane Bridge

## Auszeichnungen
- 1994: Förderpreis für Literatur der Landeshauptstadt Düsseldorf[6]
- 1994: Alfred-Kerr-Darstellerpreis des Berliner Theatertreffens als Julia in Romeo und Julia
- 1994: Nachwuchsschauspielerin des Jahres der Zeitschrift Theater heute
- 1998: Boy-Gobert-Preis der Körber-Stiftung
- 1999: Nominierung Deutscher Filmpreis in der Kategorie Beste Hauptdarstellerin für Viehjud Levi